# Nosphistia
Nosphistia este un gen de fluturi din familia Hesperiidae. Genul este monotipic și conține o singură specie, Nosphistia zonara (Hewitson, 1866), care este întâlnită în Brazilia și Peru.